# Francisc Kendi
Francisc Kendi (în maghiară Kendy Ferenc) a fost principe al Transilvaniei între anii 1553-1556.